# Championnat du Danemark de rugby à XV
Le championnat du Danemark de rugby à XV est une compétition annuelle de rugby à XV organisée par la Fédération danoise de rugby à XV.

## Histoire
La pratique du rugby au Danemark remonte aux années 1930, mais la création de la fédération danoise date de 1950. Le premier championnat n'est pas organisé dès la première saison ; le premier vainqueur est désigné au terme de la saison 1960-1961.

## Format
Actuellement, le championnat est dénommé Super 6 et regroupe donc les 6 meilleurs clubs danois. Les équipes sont réparties en 2 poules, dénommées Division Øst et  Division Vest, pour la première phase dont les 3 premiers sont qualifiés pour la compétition finale. Le tournoi 2014 se déroule du 26 avril au 8 novembre 2014.

## Liste des clubs du Super 6 en 2014
| Club                | Ville      |
| ------------------- | ---------- |
| Aarhus Rugby Club   | Aarhus     |
| Rugbyklubben Speed  | Copenhague |
| Hamlet Rugby Klub   | Elseneur   |
| Lindø/Odense        | Munkebo    |
| Aalborg RK Lynet    | Aalborg    |
| CSR-Nanok Rugbyklub | Copenhague |

## Palmarès
| Saison | Vainqueur                | Score       | Finaliste                |
| ------ | ------------------------ | ----------- | ------------------------ |
| ...    | -                        | -           | -                        |
| 2000   | Lindø Rugby Sport Club   | -           | -                        |
| 2001   | Lindø Rugby Sport Club   | -           | -                        |
| 2002   | Frederiksberg Rugby Klub | -           | -                        |
| 2003   | Frederiksberg Rugby Klub | -           | -                        |
| 2004   | Frederiksberg Rugby Klub | -           | -                        |
| 2005   | Frederiksberg Rugby Klub | -           | -                        |
| 2006   | Aarhus Rugby Club        | -           | -                        |
| 2007   | CSR-Nanok Rugbyklub      | -           | -                        |
| 2008   | Aarhus Rugby Club        | Round-robin | Frederiksberg Rugby Klub |
| 2009   | CSR-Nanok Rugbyklub      | Round-robin | Frederiksberg Rugby Klub |
| 2010   | CSR-Nanok Rugbyklub      | -           | -                        |
| 2011   | Aarhus Rugby Club        | -           | -                        |
| 2012   | Aarhus Rugby Club        | Round-robin | CSR-Nanok Rugbyklub      |
| 2013   | Aarhus Rugby Club        | Round-robin | Rugbyklubben Speed       |
| 2014   | Rugbyklubben Speed       | Round-robin | Aarhus Rugby Club        |
| 2015   | Frederiksberg Rugby Klub | Round-robin | Rugbyklubben Speed       |
| 2016   | Aarhus Rugby Club        | -           | -                        |
| 2017   | Aarhus Rugby Club        | -           | -                        |
| 2018   | Frederiksberg Rugby Klub |             |                          |
| 2019   | Frederiksberg Rugby Klub |             |                          |

## Bilan
| Club                     | Titre(s) | Premier(s) - Dernier(s) |
| ------------------------ | -------- | ----------------------- |
| Rugbyklubben Speed       | 14       | 1961-2014               |
| Lindø Rugby Sport Club   | 10       | 1966-2001               |
| Rugbyklubben Lynet       | 7        | 1980-1986               |
| Frederiksberg Rugby Klub | 7        | 1992-2015               |
| Aarhus Rugby Klub        | 6        | 1994-2013               |
| CSR-Nanok Rugbyklub      | 5        | 1987-2010               |
| IF Comet                 | 5        | 1964-1979               |
| Comet Hamlet             | 1        | 1996                    |